# Alfred Hickman
Alfred Hickman, nato Alfred Scott Devereux Hickman (Londra, 25 febbraio 1873 – Hollywood, 9 aprile 1931), è stato un attore inglese.

## Filmografia
- The Master Key, regia di Robert Z. Leonard (1914)
- Are You a Mason?, regia di Thomas N. Heffron (1915)
- The Lone Wolf, regia di Herbert Brenon (1917)
- The Fall of the Romanoffs, regia di Herbert Brenon (1917)
- The Zeppelin's Last Raid, regia di Irvin Willat (1917)
- The Seven Deadly Sins, regia di Theodore Marston, Richard Ridgely (1917)
- The Passing of the Third Floor Back, regia di Herbert Brenon (1918)
- The Venus Model, regia di Clarence G. Badger (1918)
- Fedora, regia di Edward José (1918)
- On the Quiet, regia di Chester Withey (1918)
- In Pursuit of Polly, regia di Chester Withey (1918)
- The Make-Believe Wife, regia di John S. Robertson (1918)
- Little Miss Hoover, regia di John S. Robertson (1918)
- Here Comes the Bride, regia di John S. Robertson (1919)
- False Gods, regia di Wally Van (1919)
- Il ballerino sconosciuto (The Love Cheat), regia di George Archainbaud (1919)
- The Fear Market, regia di Kenneth S. Webb (1920)
- The Shadow of Rosalie Byrnes, regia di George Archainbaud (1920)
- The Enchanted Cottage, regia di John S. Robertson (1924)

- Il fantasma di Parigi (The Phantom of Paris), regia di John S. Robertson (1931)